# Louis-Gustave Binger
Louis-Gustave Binger (ur. 14 października 1856 w Strasburgu, zm. 10 listopada 1936 w L’Isle-Adam) – francuski oficer i odkrywca, badacz Afryki Zachodniej.
Podczas pobytu w Senegalu poznał ówczesnego gubernatora francuskiego tych ziem Louisa Faidherbe'a i uzyskał poparcie dla ekspedycji, która miała pokonać Afrykę Zachodnią od górnego biegu rzeki Niger na południe aż wybrzeża Zatoki Gwinejskiej. Binger wyruszył w 1887 z Bamako, odwiedził Tenetou i Sikasso (w dzisiejszym Mali), a 20 lutego 1888 dotarł do miasta Kong (obecnie w północnej w części Wybrzeża Kości Słoniowej).
W trakcie tej wyprawy stwierdził, że góry Kong, które do tej pory widniały na mapach w tej części Afryki, w rzeczywistości nie istnieją. Wyznaczył przy tym wododział rozgraniczający dorzecze Nigru od dorzeczy rzek, które spływają na południe i uchodzą bezpośrednio do Oceanu Atlantyckiego, takich jak Komoé i Bandama.
Z miasta Kong skierował się na północ i przez Boromo nad Woltą Czarną dotarł do Wagadugu (obecnie stolica Burkiny Faso). Następnie zmuszony został udać się na południe przez tereny Ghany (m.in. miasto Salaga) i dotarł do Bondoukou (obecnie Wybrzeże Kości Słoniowej, przy granicy z Ghaną). Na początku 1889 spotkał się z wyprawą Marcela Treicha-Laplène'a, która wyruszyła mu naprzeciw i razem udali się do Grand Bassam na wybrzeżu atlantyckim.
W trakcie pobytu w miastach Kong i Bondoukou podpisał traktaty z lokalnymi wodzami, na mocy których obszar pomiędzy górny Nigrem a wybrzeżem Zatoki Gwinejskiej trafił w obszar francuskich wpływów kolonialnych, wchodząc później w skład terytorium kolonialnego Francuskiej Afryki Zachodniej.
Binger opisał swoje podróży w dwutomowej książce Du Niger au Golfe de Guinée wydanej w Paryżu w 1891.
W 1892 został mianowany dowódcą francuskiej misji, która miała wyznaczyć granicę pomiędzy posiadłościami francuskimi i angielskimi w kraju Aszanti. W latach 1893–1898 był gubernatorem Wybrzeża Kości Słoniowej, a w 1898 został mianowany dyrektorem we francuskim ministerstwie ds. kolonii.
Louis-Gustave Binger zmarł w 1936 i został pochowany na paryskim cmentarzu Montparnasse.
Na jego cześć nazwano miasto Bingerville w Wybrzeżu Kości Słoniowej, które było drugą stolicą tej kolonii (po Grand Bassam i przed Abidżanem).

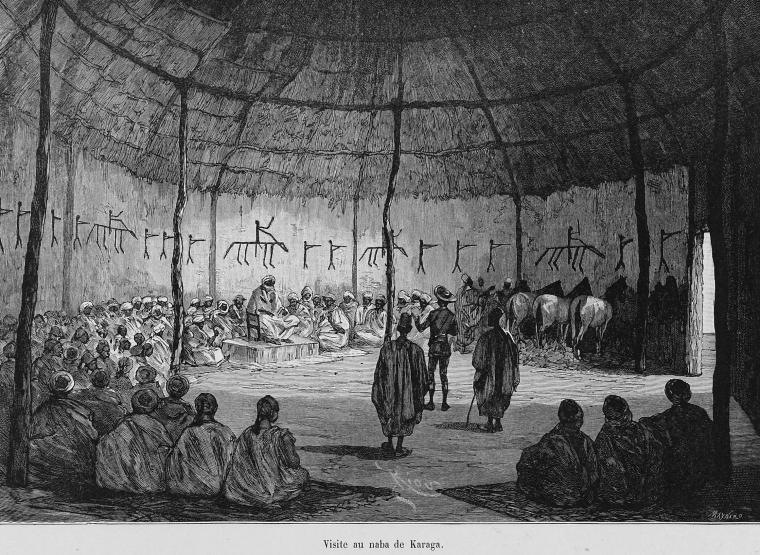
Spotkanie Bingera z lokalnymi wodzami w Karaga (dzisiejsza Ghana)
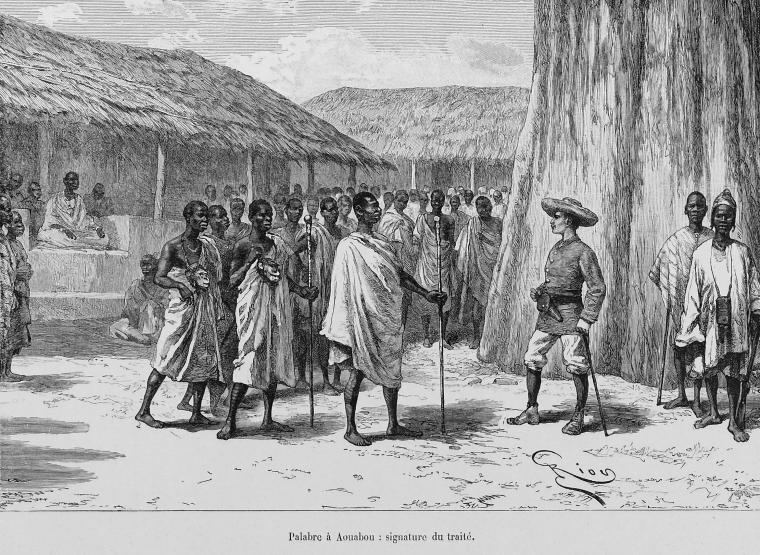
Podpisanie traktatu w Aouabou (obecnie Famienkro, Wybrzeże Kości Słoniowej)
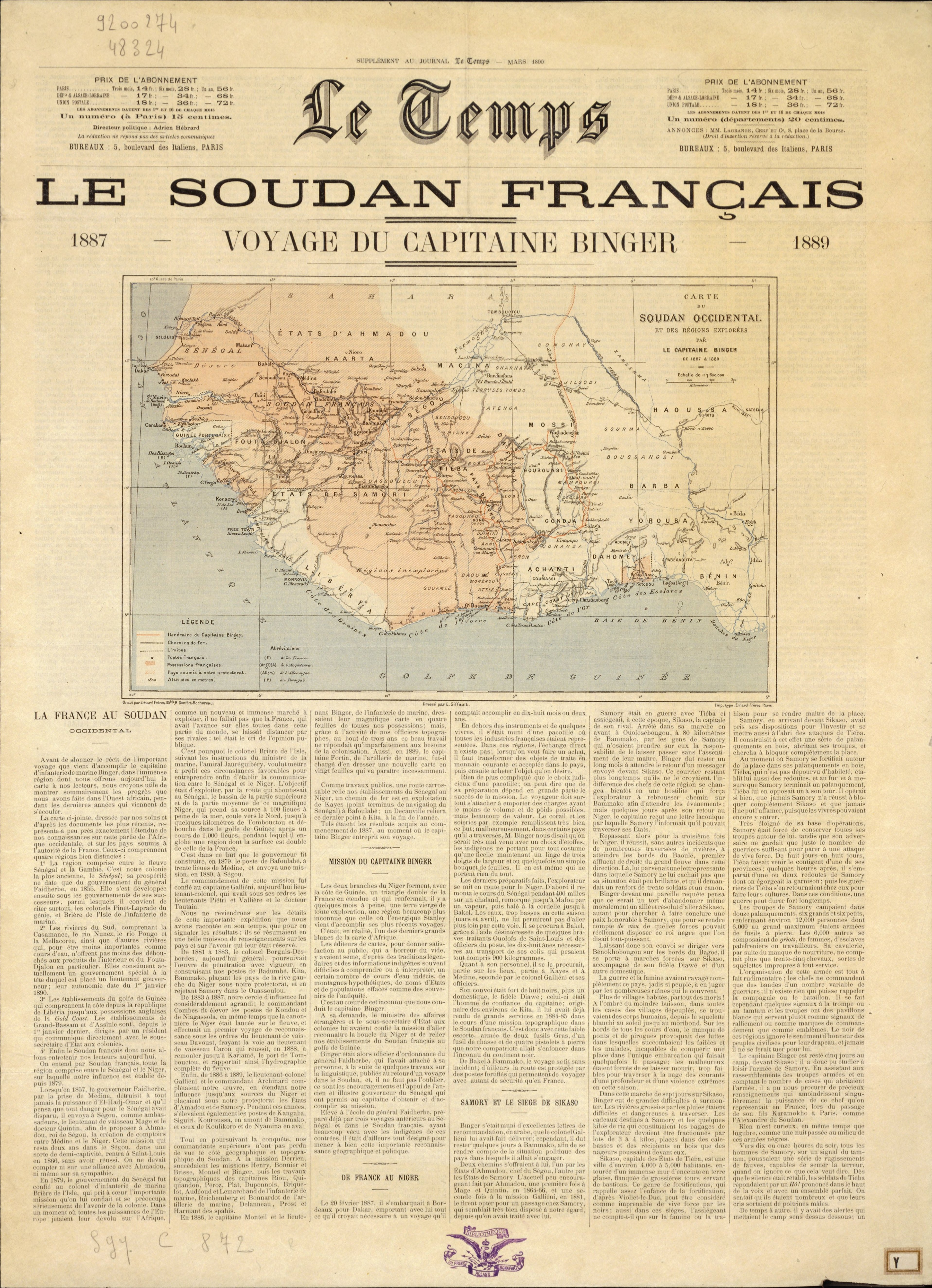
Opis wyprawy Bingera na pierwszej stronie gazety Le Temps